# 火龍出水

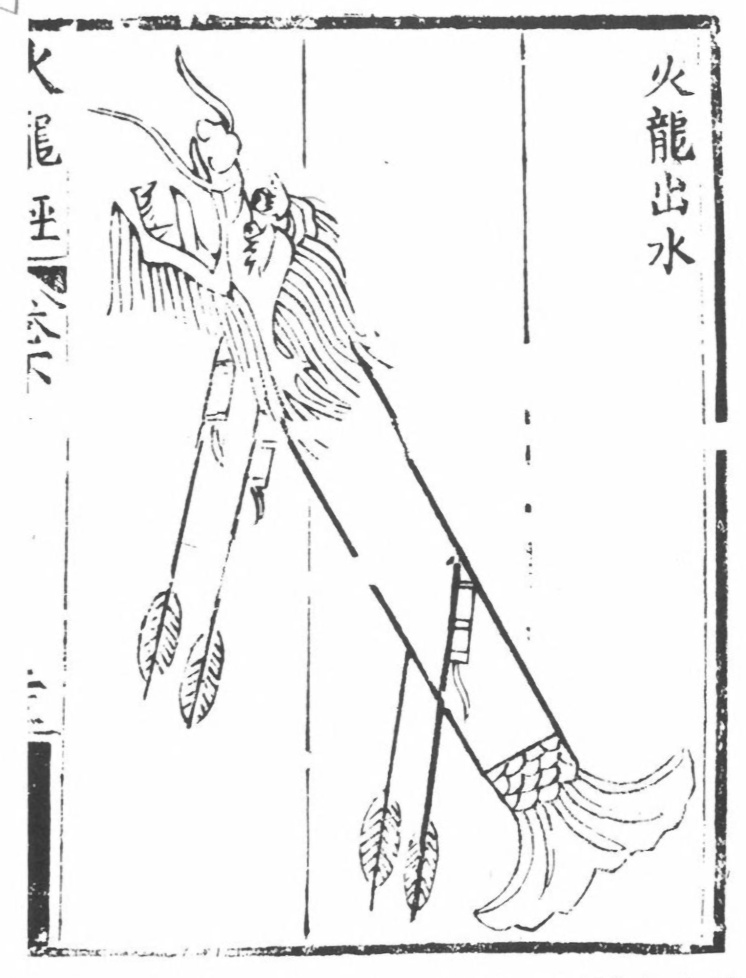
『火龍経』における火龍出水の図

火龍出水は、明代の中国で発明されたとされる、世界で最も早く開発された多段式ロケット兵器。龍の頭が付いた筒を発射し、その口から3本の矢を火薬の推進力で発射する構造。陸戦・海戦において使われた。
火龍出水の存在は、14世紀の明代に焦玉と劉基によって著された『火龍経』で紹介されている。火龍出水は竹の筒に、木彫りの龍の頭と尾が付けられたもので、大きさは5フィートほどであった。この筒は外に着けられた4つのロケットを推進力として発射され、その火力が尽きる頃合いに筒内部にある2段目の導火線に着火、2段目のロケットである矢が火薬の力で発射される構造となっていた。